# ناگاون صدار
ناگاون صدار (به لاتین: Naogaon Sadar) یک منطقهٔ مسکونی در بنگلادش است که در ناحیه نوگان واقع شده‌است. ناگاون صدار ۲۷۵٫۷۳ کیلومتر مربع مساحت و ۴۰۵٬۱۴۸ نفر جمعیت دارد.